# Uladzislau Kulesh
Uladzislau Kulesh (Gomel, 28 de mayo de 1996) es un jugador de balonmano bielorruso que juega de lateral izquierdo en el TSV Hannover-Burgdorf. Es internacional con la selección de balonmano de Bielorrusia.
Su primer gran campeonato con la selección fue el Campeonato Europeo de Balonmano Masculino de 2016.

## Palmarés

### Kielce
- Liga de Polonia de balonmano (4): 2019, 2020, 2021, 2022
- Copa de Polonia de balonmano (2): 2019, 2021

## Clubes
- SKA Minsk (2013-2018)
- Vive Kielce (2018-2022)
- TSV Hannover-Burgdorf (2022- )